# Gampel-Bratsch
Gampel-Bratsch là một đô thị trong huyện Leuk, bang Valais, Thụy Sĩ. Đô thị này có diện tích 16,9 km2, dân số thời điểm tháng 12 năm 2007 là 1849 người. Đô thị này được lập ngày 1/1/2009. Các cử tri của các đô thị Gampel và Bratsch quyệt định sáp nhập vào ngày 20/1/2008.